# Neigungszeiger

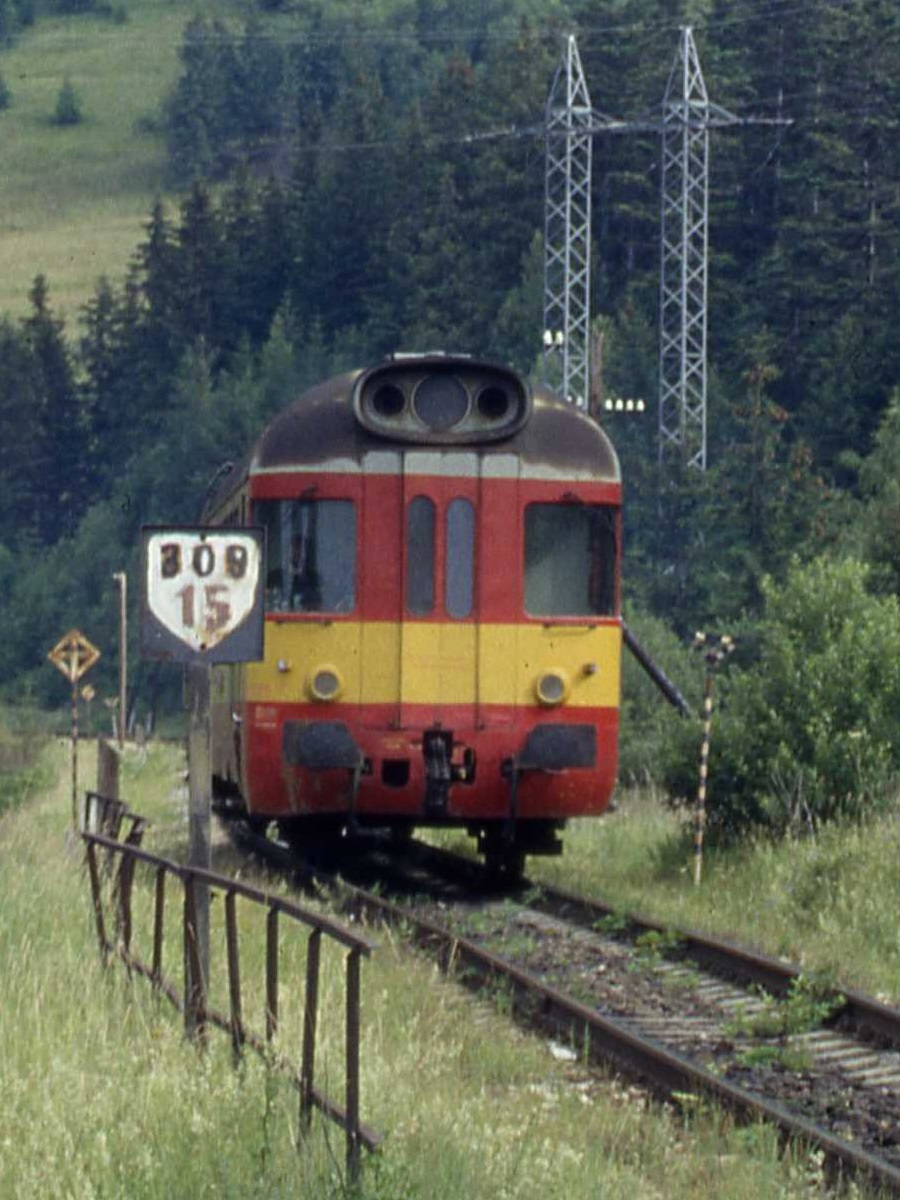
Neigungszeiger an der Bahnstrecke Margecany–Červená Skala in der Slowakei. (1993)

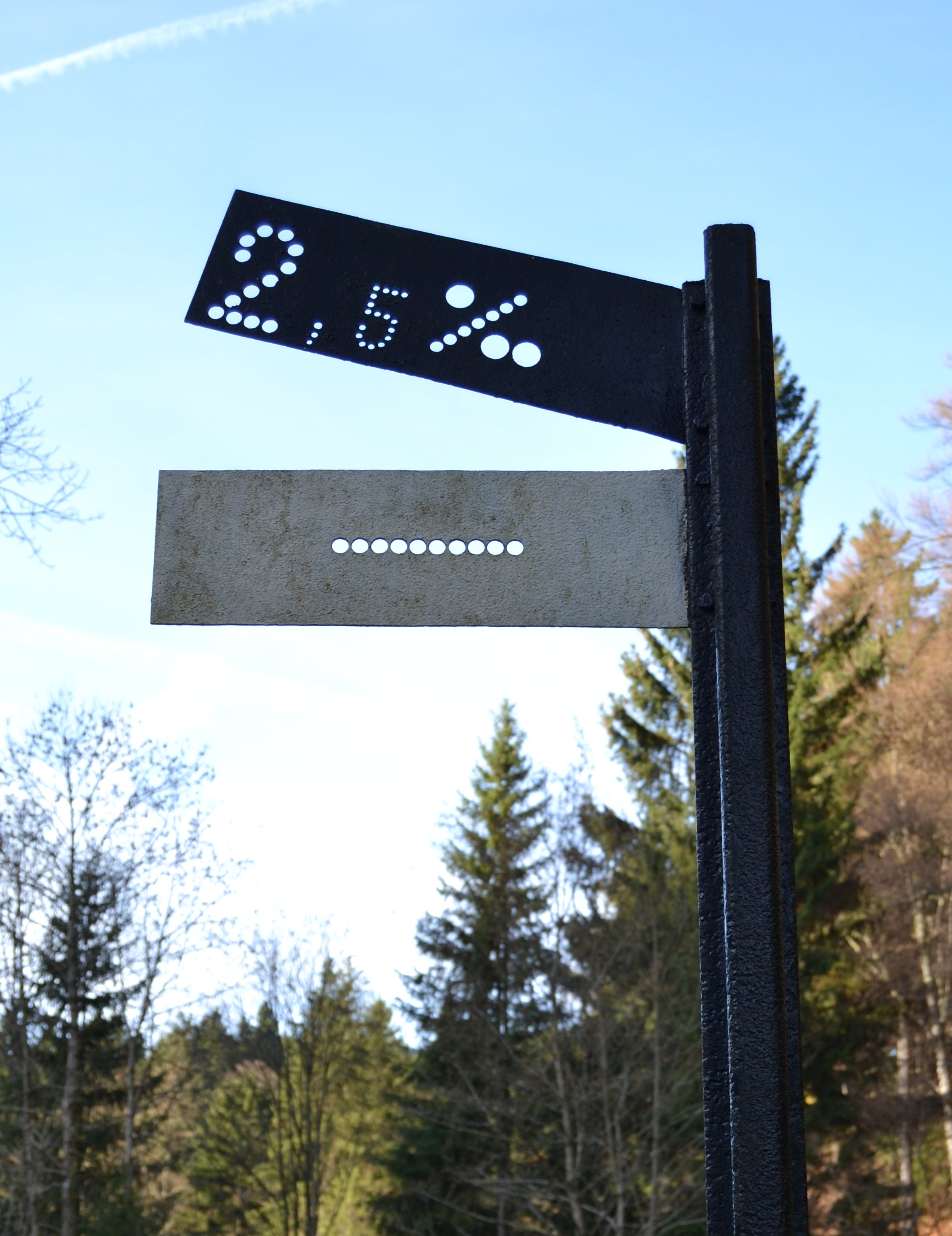
Neigungszeiger der älteren Bauart an der ehemaligen Strecke Walkenried–Braunlage im Harz.

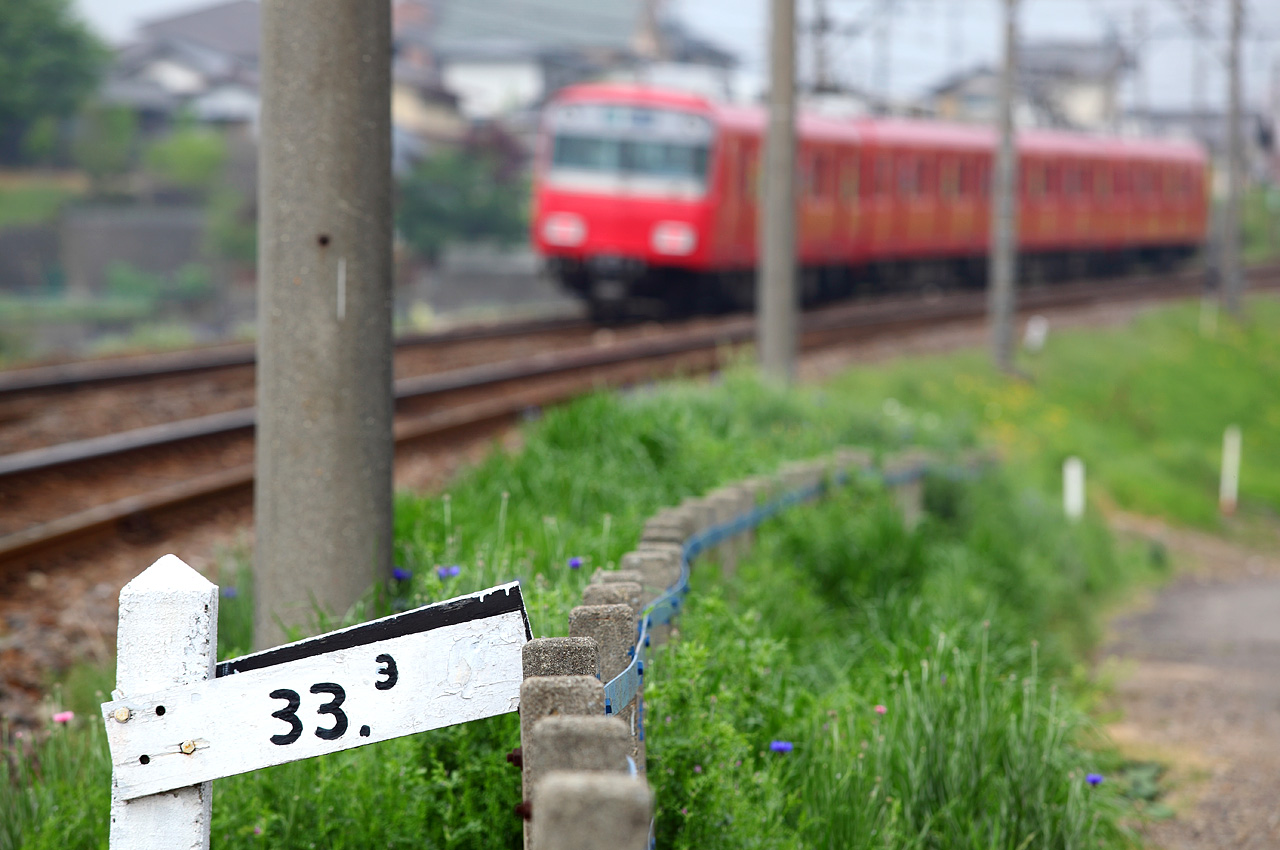
Neigungszeiger an der Meitetsu-Kakamigahara-Line in Japan.

Neigungszeiger oder Neigungsanzeiger signalisieren bei Eisenbahnen die Steigung oder das Gefälle des nachfolgenden Abschnitts. Neigungszeiger waren vor allem bei der Dampftraktion wichtig, weil sich bei Neigungswechseln der Wasserstand im Schauglas ändert. Auch bei Elektro- oder Dieseltraktion unterstützen sie den Triebfahrzeugführer bei der Regulierung der Zug- und Bremskraft.

## Quadratische und ältere Ausführung
Die quadratischen Tafeln mit schwarzen Ecken oben oder unten, um einen (weißen) Pfeil nach oben bzw. unten darzustellen, werden in der Schweiz, in Tschechien und der Slowakei und bis 1986 auch in Österreich verwendet. Die groß geschriebene Zahl gibt die Steigung oder das Gefälle in ‰, die klein geschriebene Zahl die Länge des betreffenden Streckenabschnitts in Metern an. Weil sich die Strecke auf die Horizontale bezieht, legt der Zug eine geringfügig längere Strecke zurück, bis er den signalisierten Abschnitt überwunden hat.
Die Neigungszeiger der älteren Ausführung zeigen balkenförmig schräg nach oben, nach unten oder sind waagrecht, je nachdem ob der nachfolgende Abschnitt eine Steigung oder ein Gefälle aufweist oder horizontal ist. Es gibt verschiedene Formen älterer Neigungszeiger – auch solche, die wie ein Wegweiser in die betreffende Richtung zeigen, also bei Ansicht quer zur Fahrtrichtung gelesen werden müssen. Schon im 15. Jahrgang der Österreichischen Eisenbahnzeitung wird bemängelt, dass diese „bei Nebel oder sehr schneller Fahrt nicht gesehen werden können.“

## Schweiz
Änderung der Neigung von 2 ‰ und mehr kann als Hilfe für den Triebfahrzeugführer mit Neigungszeigern signalisiert werden. Bei mehrspurigen Strecken sind die Neigungszeiger nur auf einer Seite des Bahnkörpers aufgestellt.

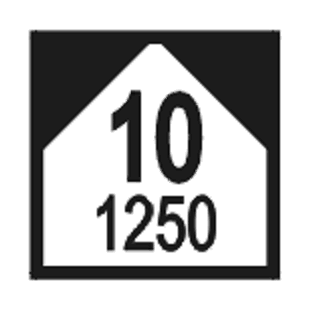
Beginn oder Änderung der Steigung: Hier folgt auf den nächsten 1250 Metern eine Steigung von 10 ‰.
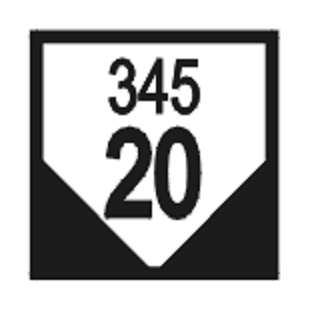
Beginn oder Änderung des Gefälles: Auf den nächsten 345 Metern folgt ein Gefälle von 20 ‰.
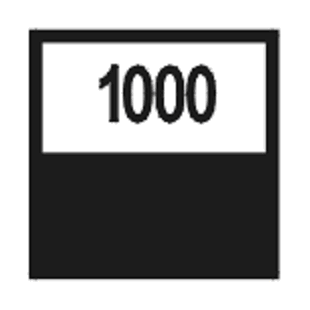
Beginn der Horizontalen: Die Zahl gibt die Länge der Horizontalen an. Hier folgt ein waagrechter Abschnitt von 1000 Metern Länge.
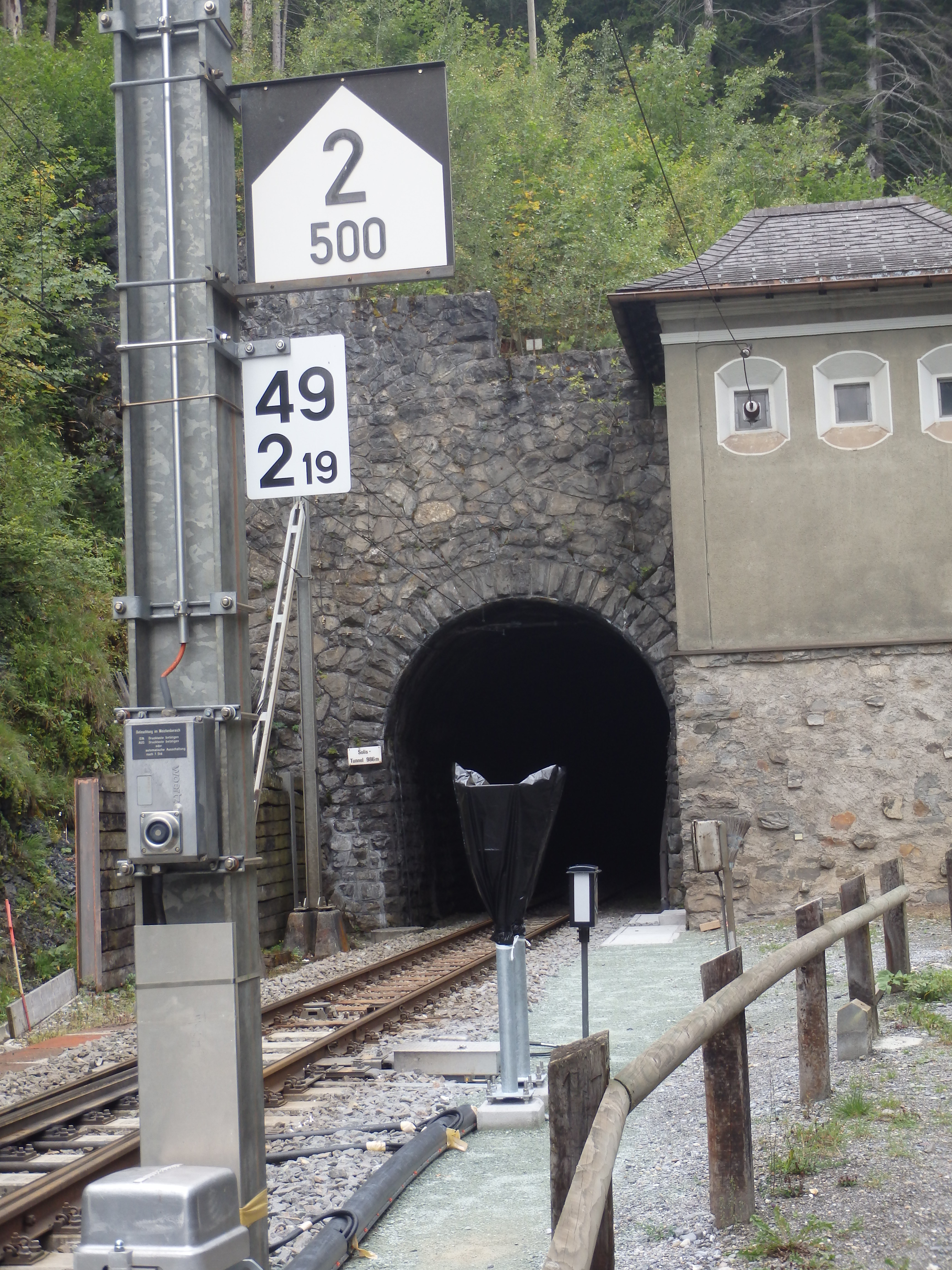
Neigungszeiger und darunter Metertafel in Solis an der Albulalinie der Rhätischen Bahn (RhB).
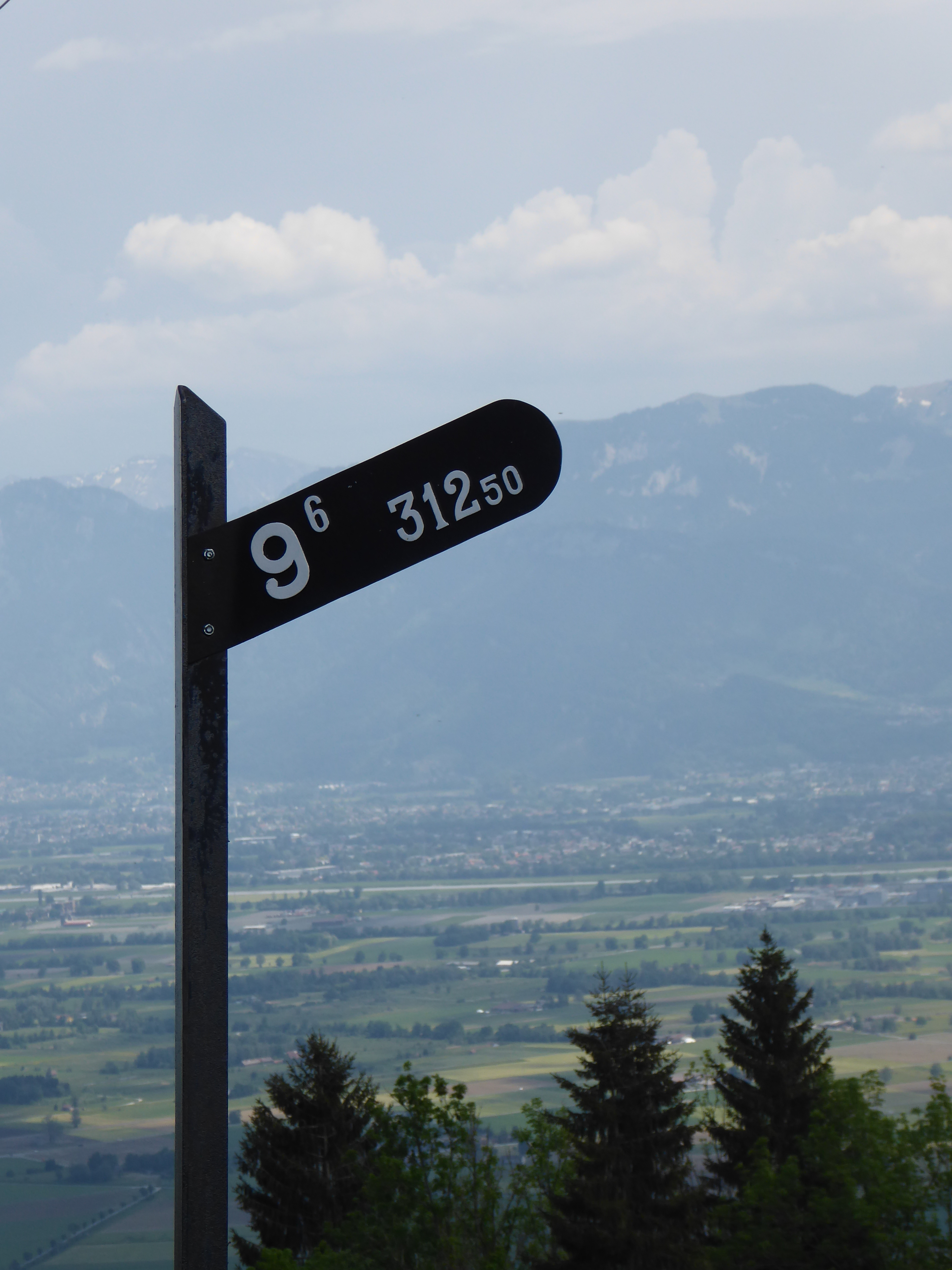
Neigungszeiger der alten Bauart für 96 ‰ Gefälle am Stoss bei den Appenzeller Bahnen (AB)
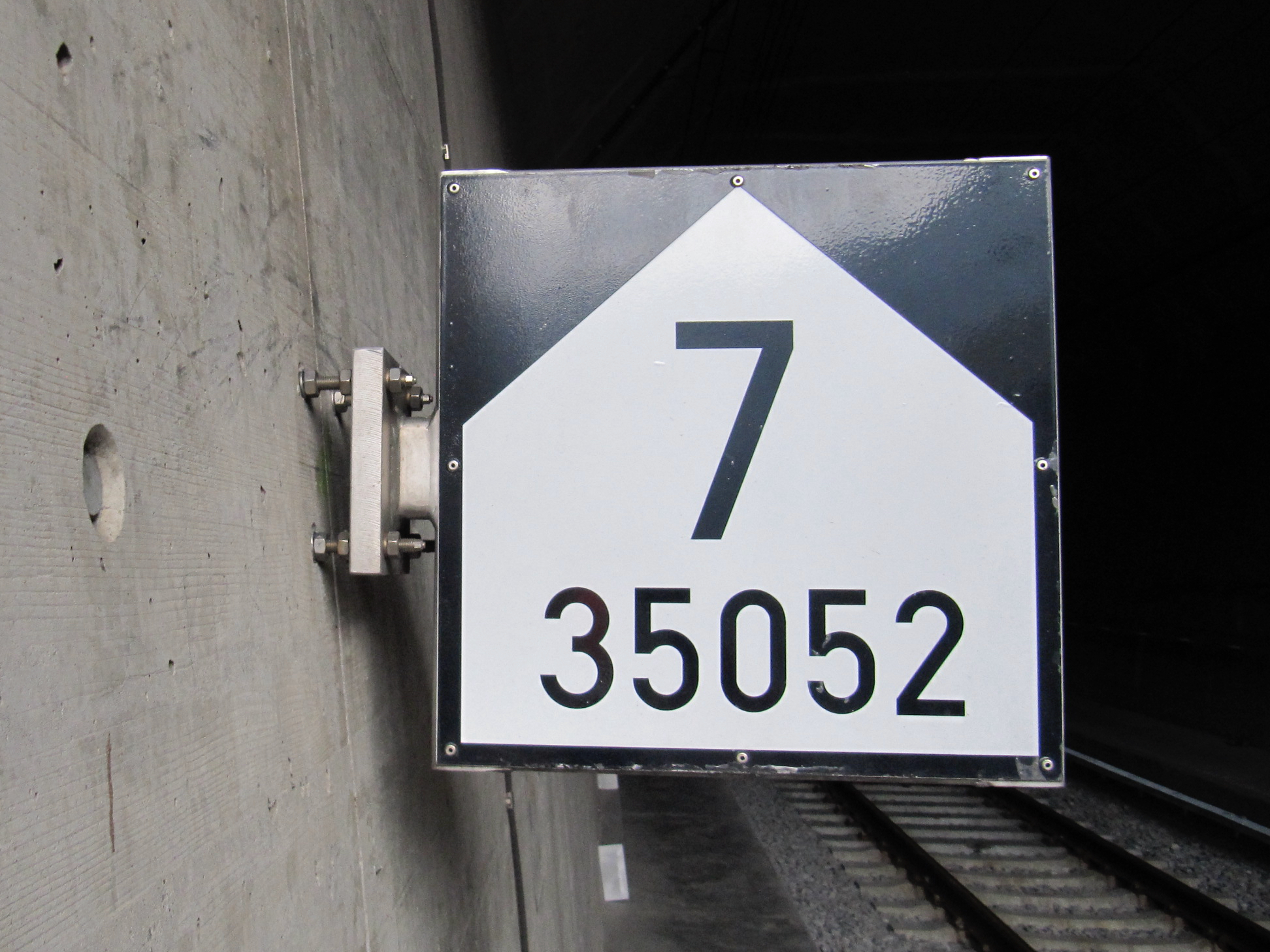
Neigungszeiger am Südportal des Gotthard-Basistunnels

### Frühere Gefällstafeln der Seetalbahn
Die Seetalbahn weist aufgrund ihrer hauptsächlich neben der Straße verlaufenden Trassierung viele starke Neigungswechsel auf. Die starken Gefälle sind jeweils kurz. Für diese Strecke wurden besondere kombinierte Gefälls- und Geschwindigkeitstafeln entwickelt, die nicht im Signalreglement von 1947 enthalten waren.
Das Endsignal war ein Endsignal verminderte Geschwindigkeit mit den zusätzlichen schwarzen Ecken eines Neigungszeigers. Bereits die Zugspitze durfte die Tafel mit der nachfolgend gültigen Geschwindigkeit passieren.

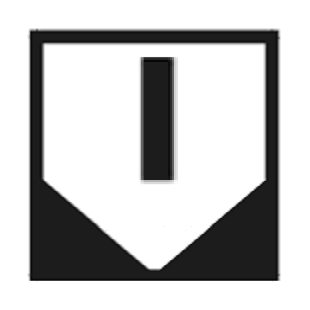
Gefälle von 11 bis 20 ‰
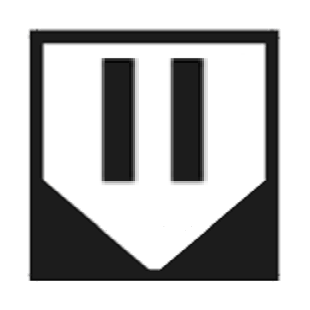
Gefälle von 21 bis 30 ‰
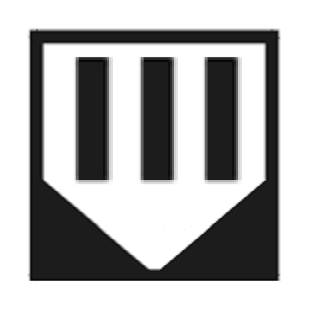
Gefälle von 31 bis 37 ‰
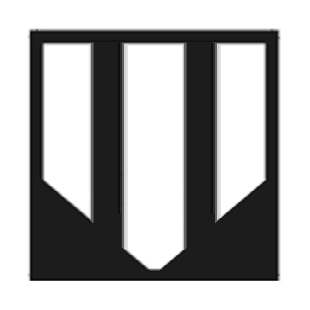
Endsignal Gefälle

Jeder Gefällestufe waren abhängig von der Zugreihe bestimmte Geschwindigkeitsbeschränkungen zugeordnet, z. B.:
| Zugreihe | 11 bis 20 ‰ Gefälle | 21 bis 30 ‰ Gefälle | 31 bis 37 ‰ Gefälle |
| -------- | ------------------- | ------------------- | ------------------- |
| A 80     | 65 km/h             | 55 km/h             | 50 km/h             |
| M 55     | 50 km/h             | 40 km/h             | 35 km/h             |

Mit der Einführung des neuen Betriebskonzepts im Dezember 2002, bei dem teilweise nach Straßenbahnvorschriften gefahren wird, sind diese Tafeln entfernt worden.

## Slowenien
Sehr ähnliche Neigungszeiger wie in der Schweiz sind auch in Slowenien bei den Slovenske železnice zu finden:

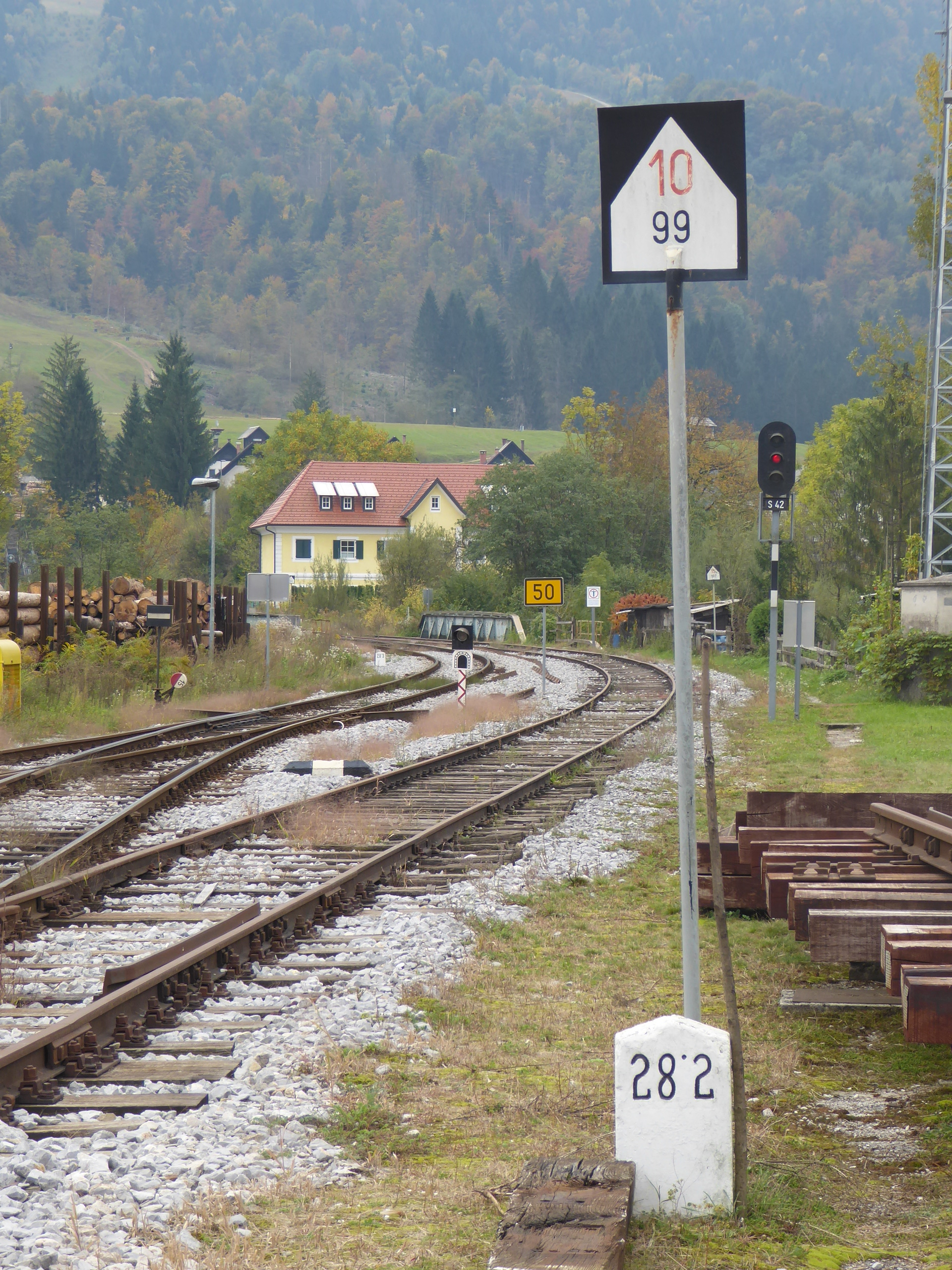
Der folgende 99 Meter lange Abschnitt nach der Station Bohinjska Bistrica der Wocheiner Bahn weist eine Steigung von 10 ‰ auf.
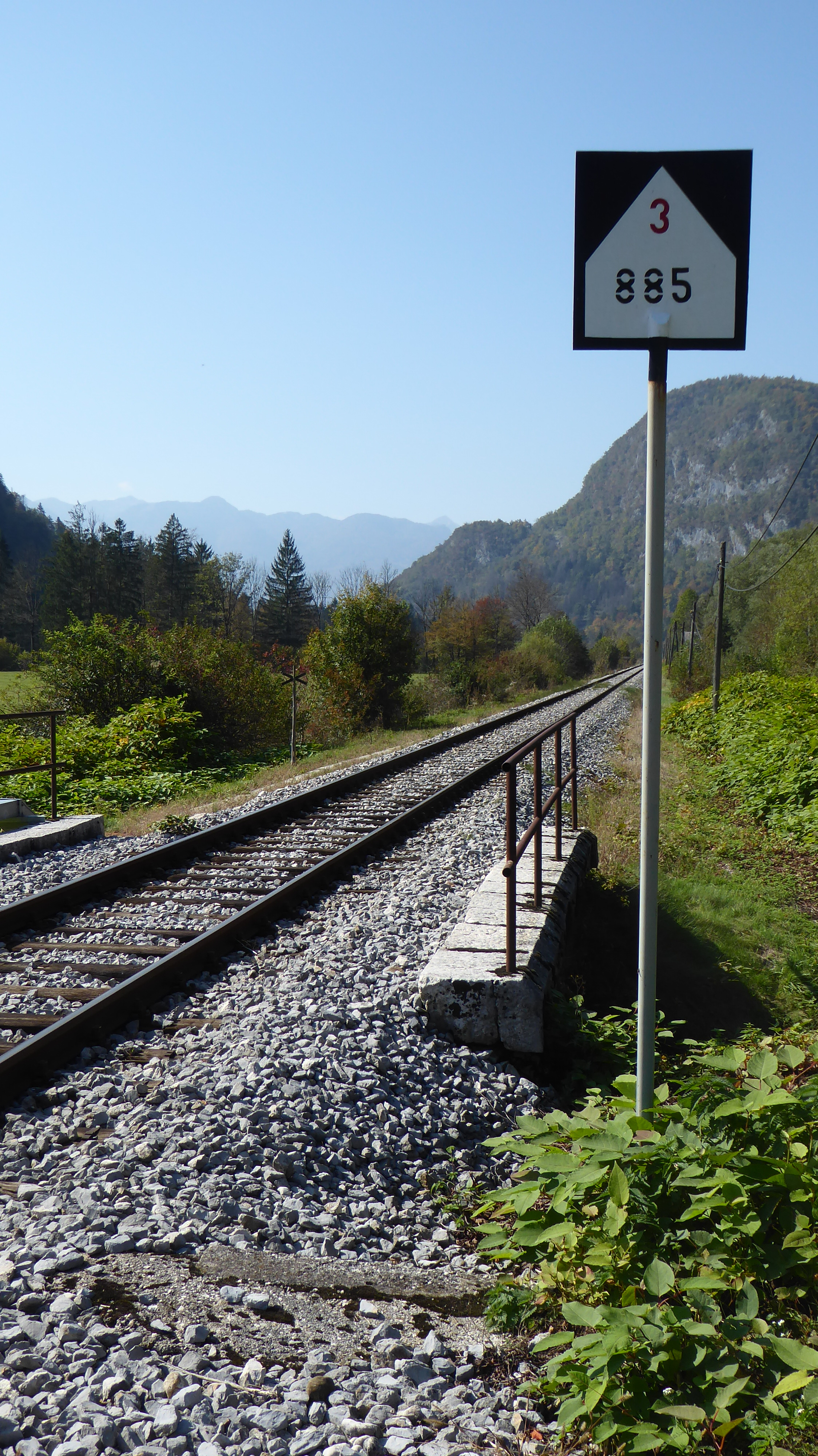
Der nachfolgende Abschnitt bei der Haltestelle Nomenj der Wocheiner Bahn ist 3 ‰ steil.
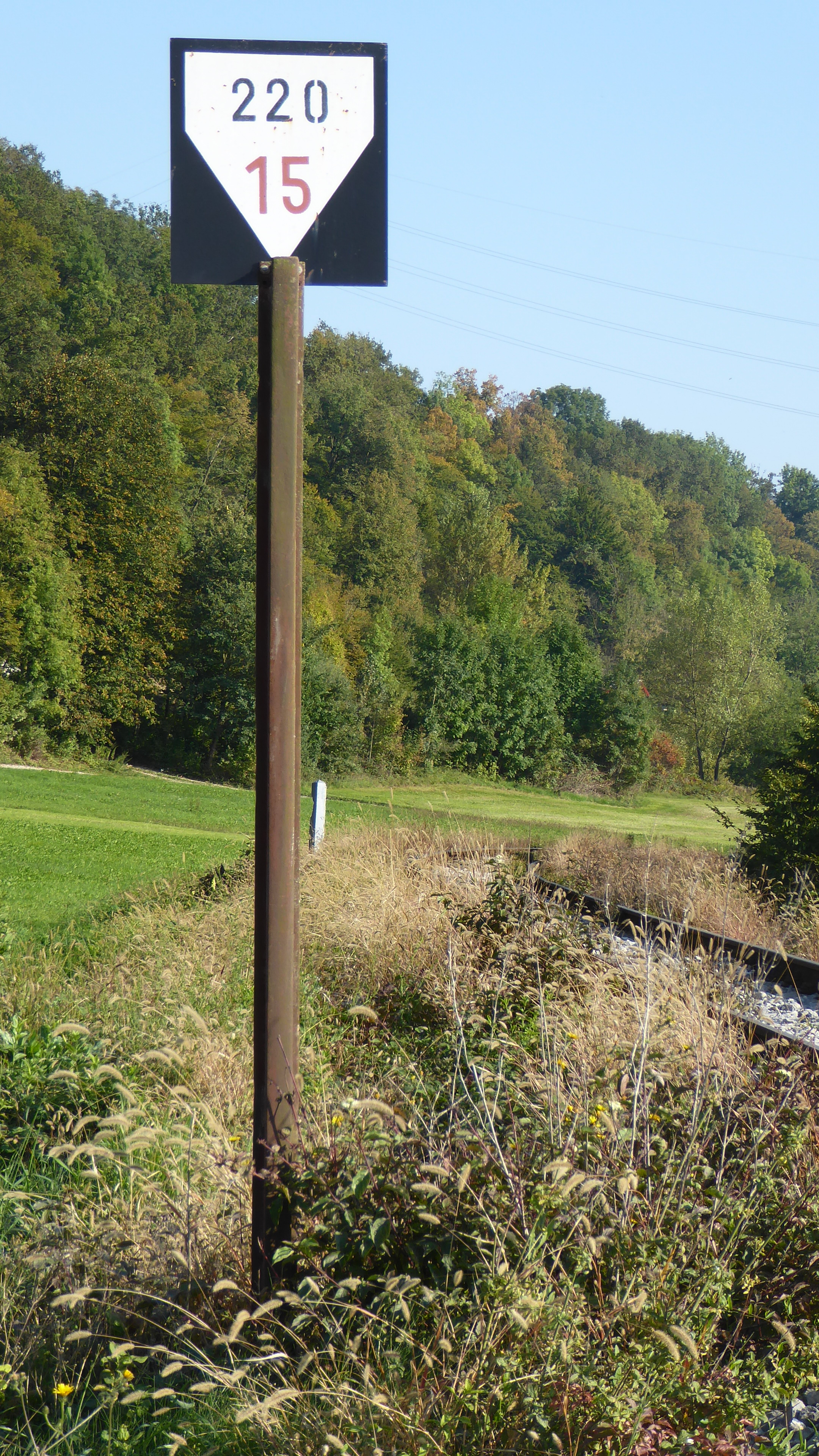
Das folgende Teilstück bei Okroglo Richtung Kranj hat ein Gefälle von 15 ‰.
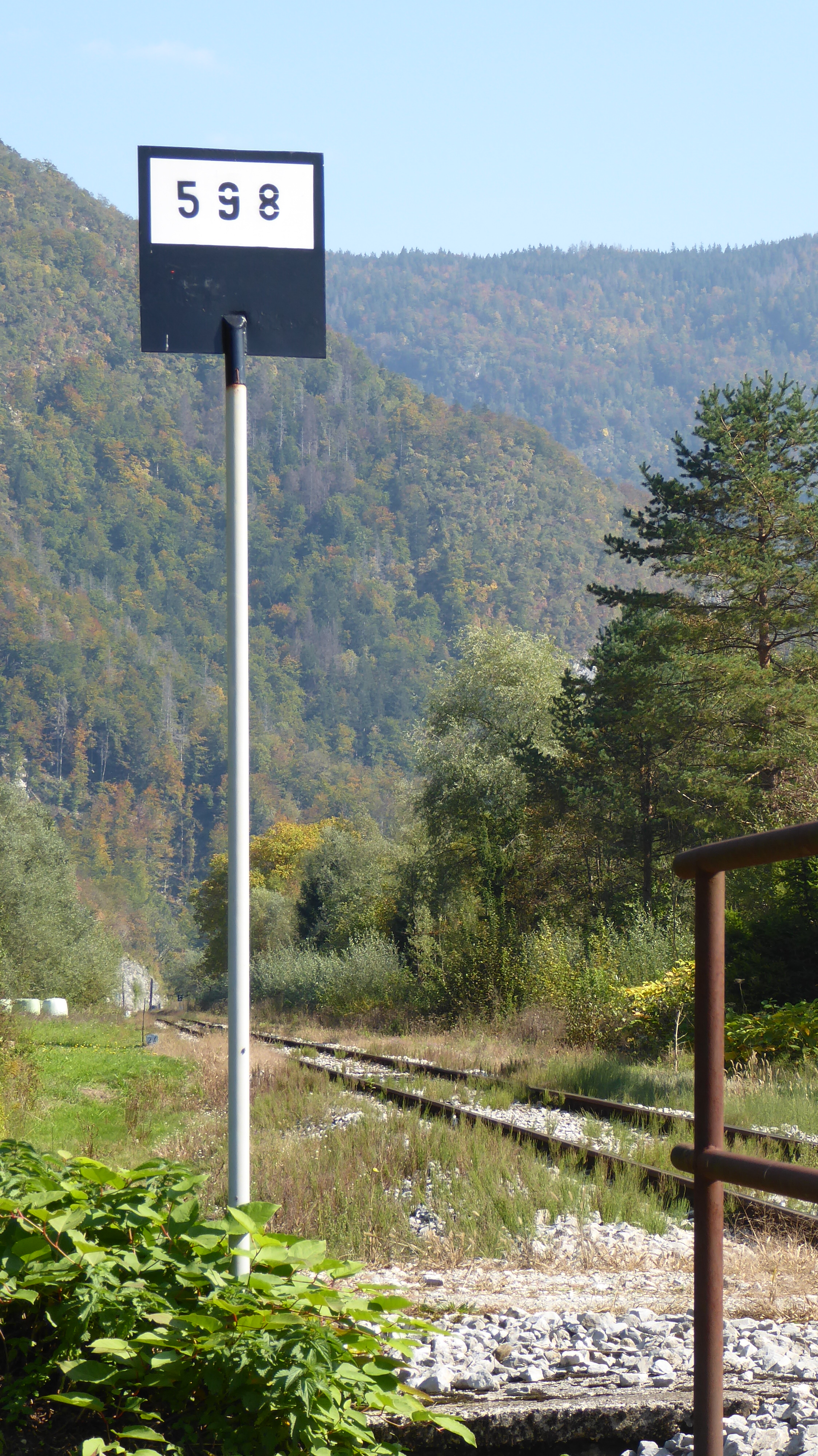
Diese Horizontale bei der Haltestelle Nomenj hat eine Länge von 598 Meter.

## Tschechien
Auf den tschechischen Neigungszeigern ist der Promillewert der Steigung oder des Gefälles rot geschrieben. Die Gestaltung der Neigungszeiger richtet sich nach den Richtlinien des jeweiligen Eisenbahninfrastrukturunternehmens. Bei den Neigungszeigern der staatlichen SŽDC sind die Promilleangaben gerundet. Bei den älteren Ausführungen kommen die Stufen 2,5 ‰, 5 ‰, 10 ‰ usw. vor. Bei den neuen Ausführungen, die man an den gerundeten Ecken erkennt, sind die Steigungen und Gefälle auf Vielfache von 5 ‰ gerundet, wobei der niedrigste Wert 10 ‰ beträgt. Die Vereinfachung führte zu Verringerung von Neigungszeigern, die nun nicht mehr jeden Neigungswechsel anzeigen.

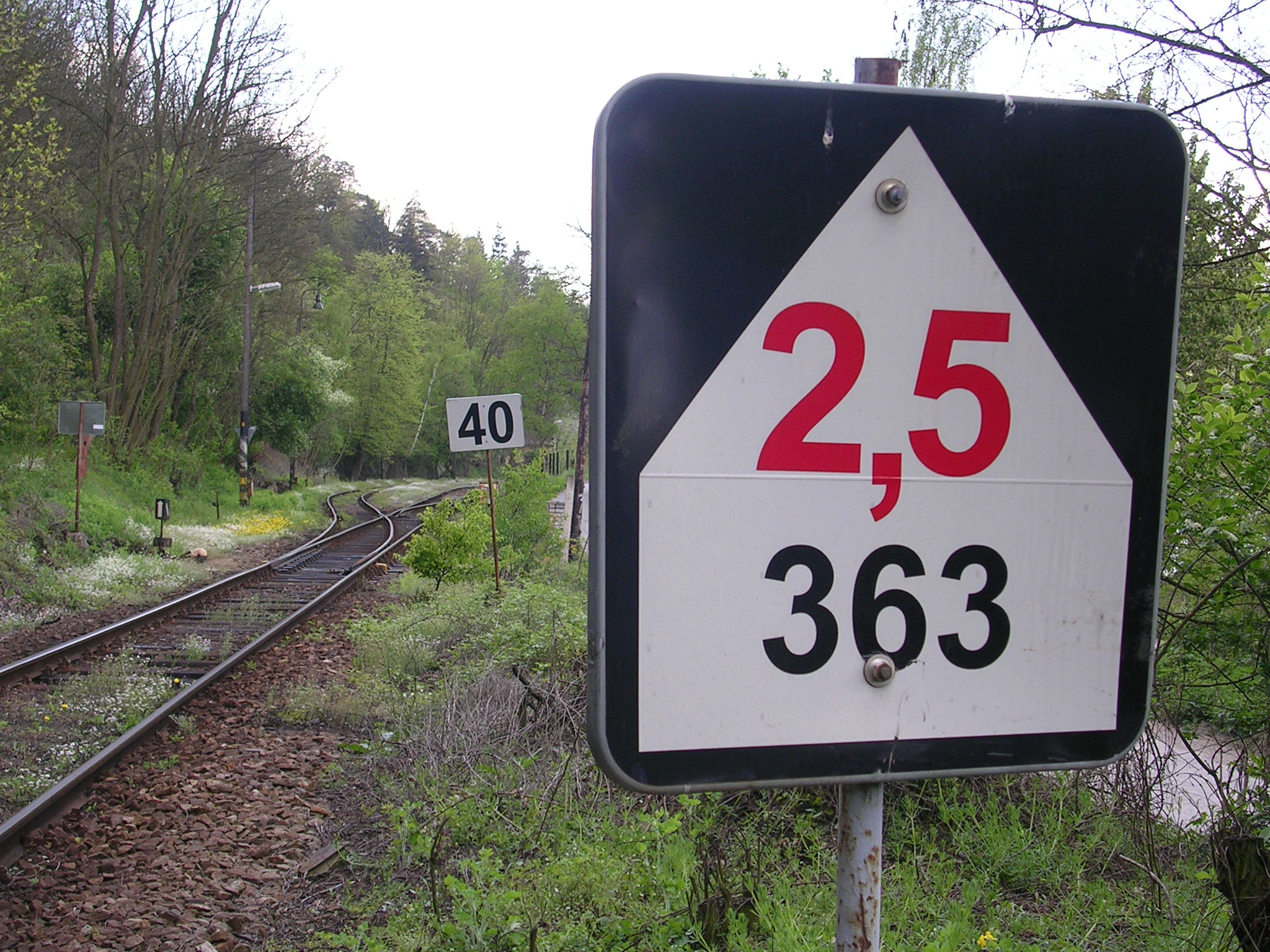
Der folgende 363 Meter lange Abschnitt in der Station Davle an der Strecke Čerčany–Vrané nad Vltavou weist eine Steigung von 2,5 ‰ auf.
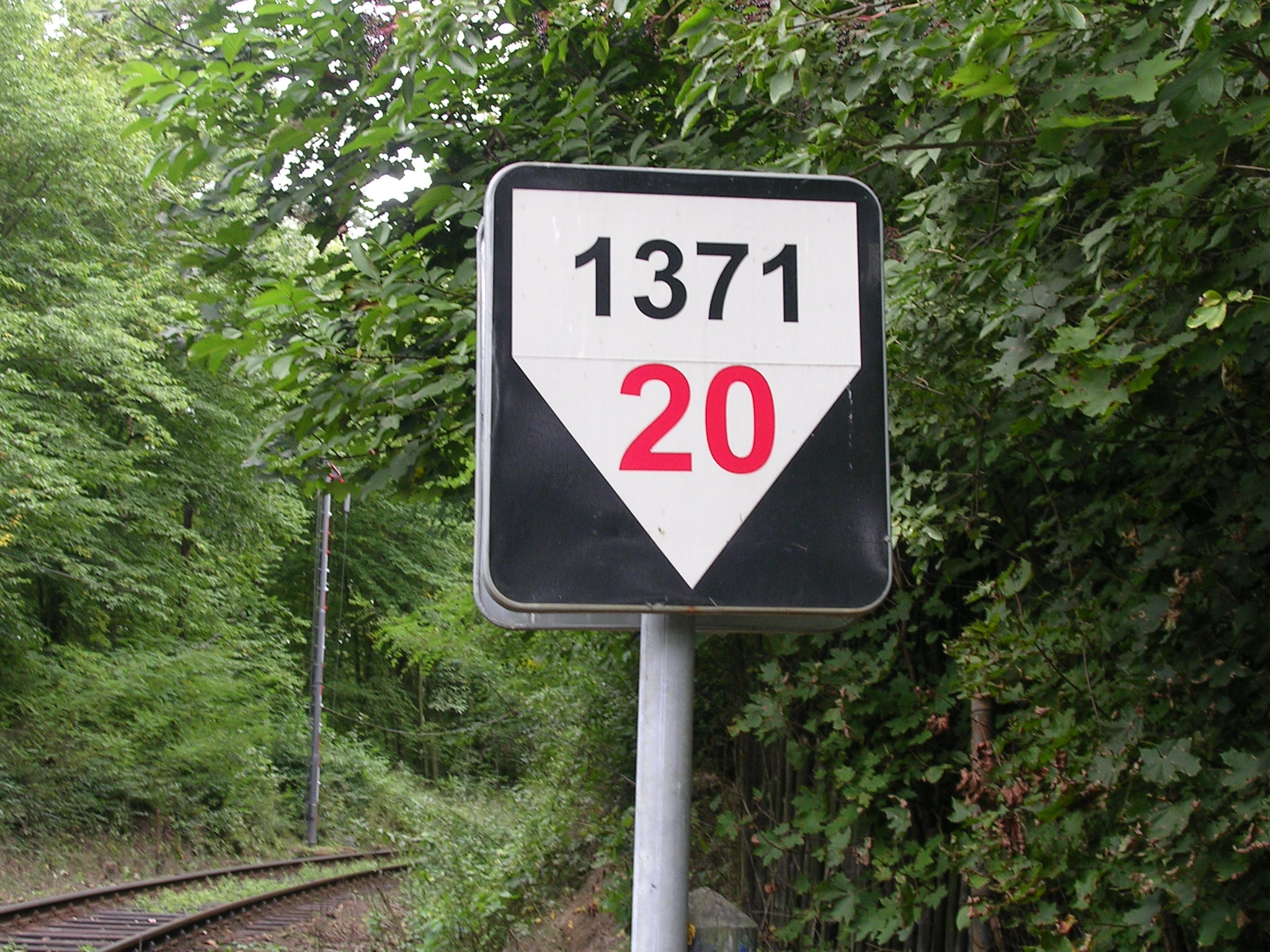
Das nächste 1371 Meter lange Teilstück von Jílové u Prahy Richtung Luka pod Medníkem hat ein Gefälle von rund 20 ‰.
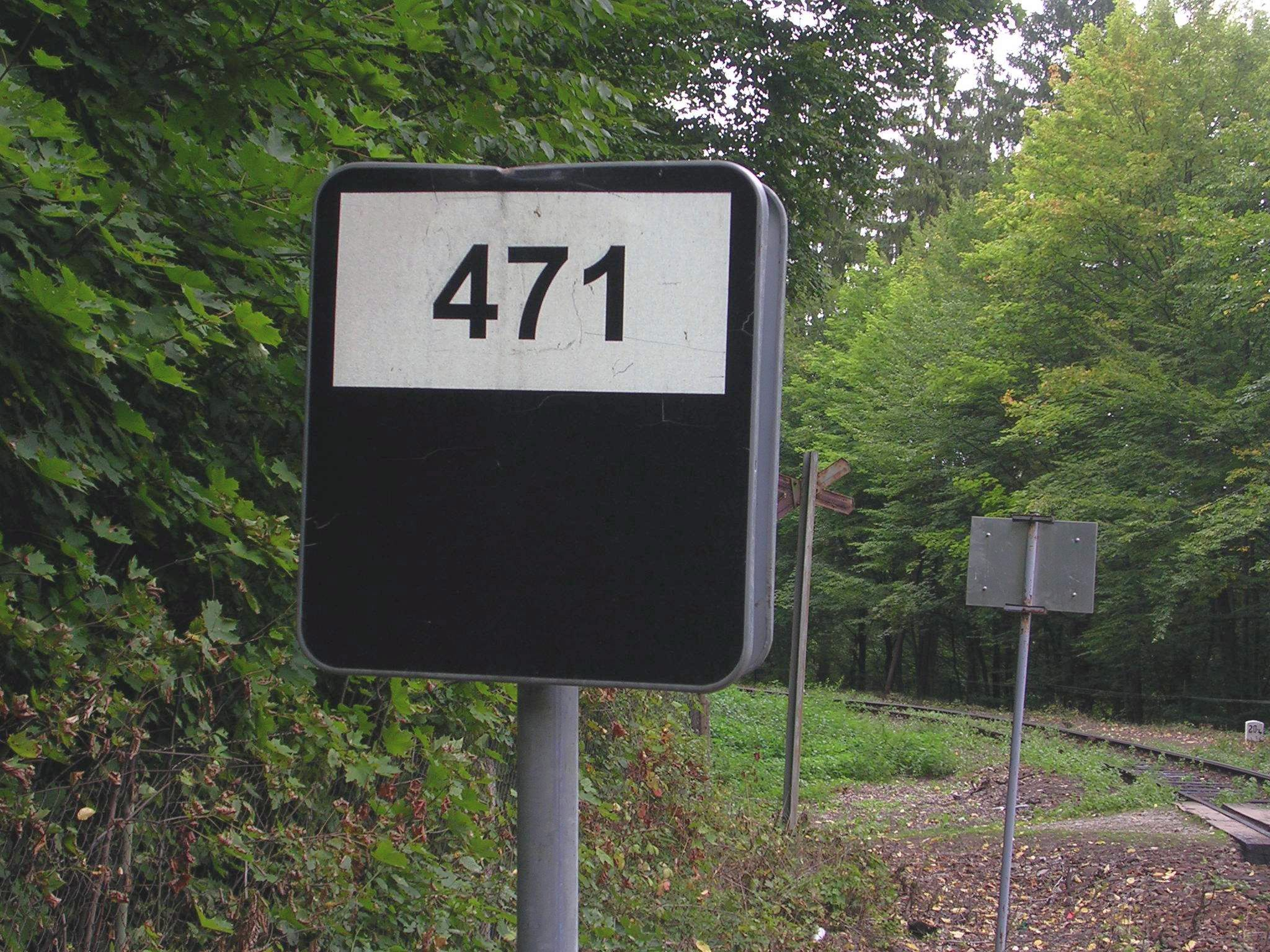
Der Neigungszeiger bei Jílové u Prahy kündigt eine Horizontale von 471 Metern Länge an.

## Frühere Anwendungen

### Deutschland
Die deutschen Eisenbahnen verwendeten rechteckige Neigungszeiger, um zur Zeit des Dampfbetriebs das Lokomotivpersonal über die Neigungsverhältnisse der zu befahrenen Strecke zu informieren. Die Steigung wurde mit einem Bruch (Verhältniszahl) statt wie heute in ‰ angegeben. 1/909 steht dabei für 1,1 ‰ Steigung. Die quadratischen Neigungszeiger der Sächsischen Eisenbahnen wiesen eine rote Umrandung auf. Neigungszeiger, wenn auch in vereinfachter Form und ohne Angabe des Neigungsverhältnisses, waren letztmals in der Signalordnung von 1959 enthalten.

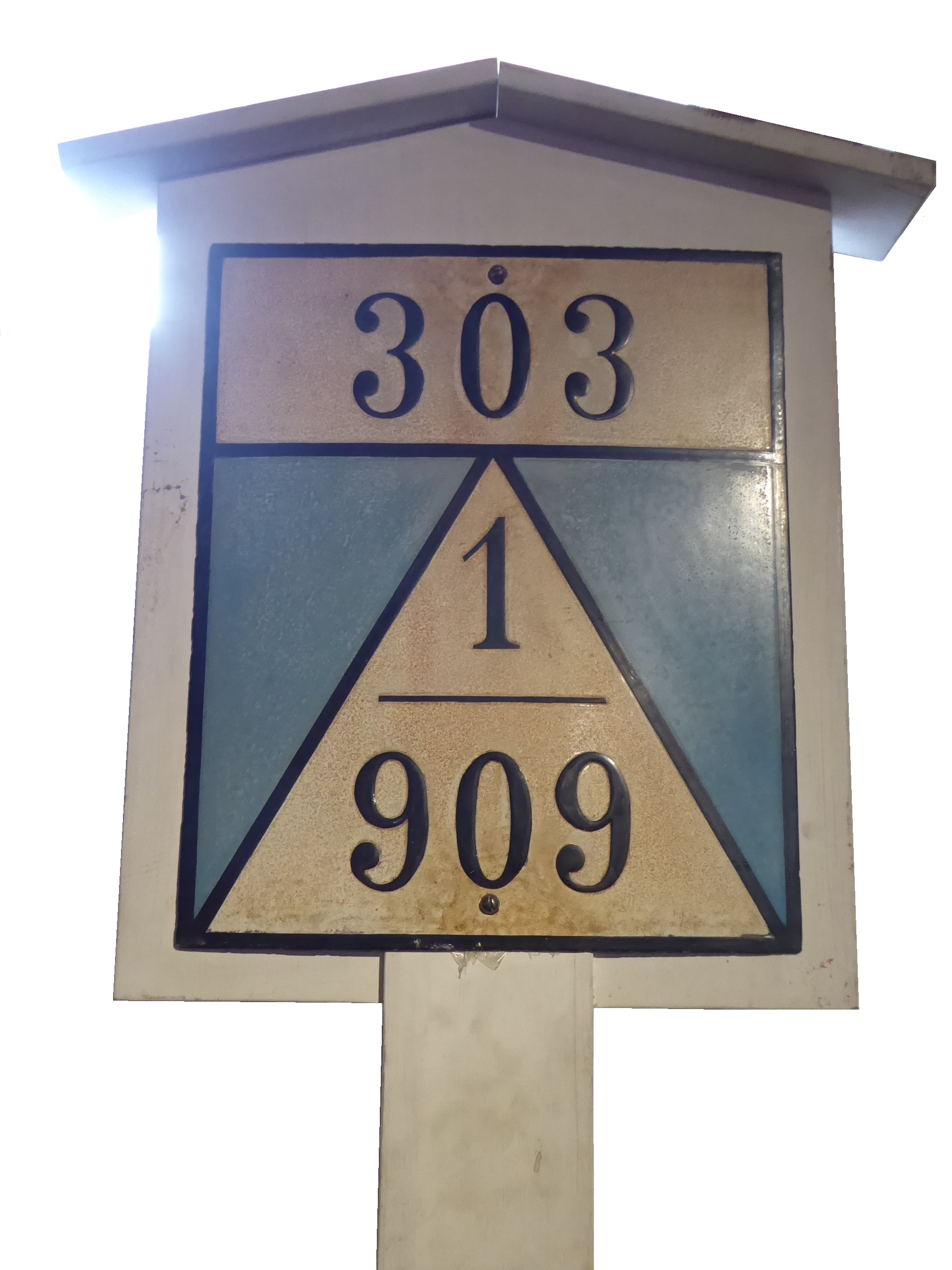
Neigungszeiger um 1900, ausgestellt im Verkehrsmuseum Nürnberg
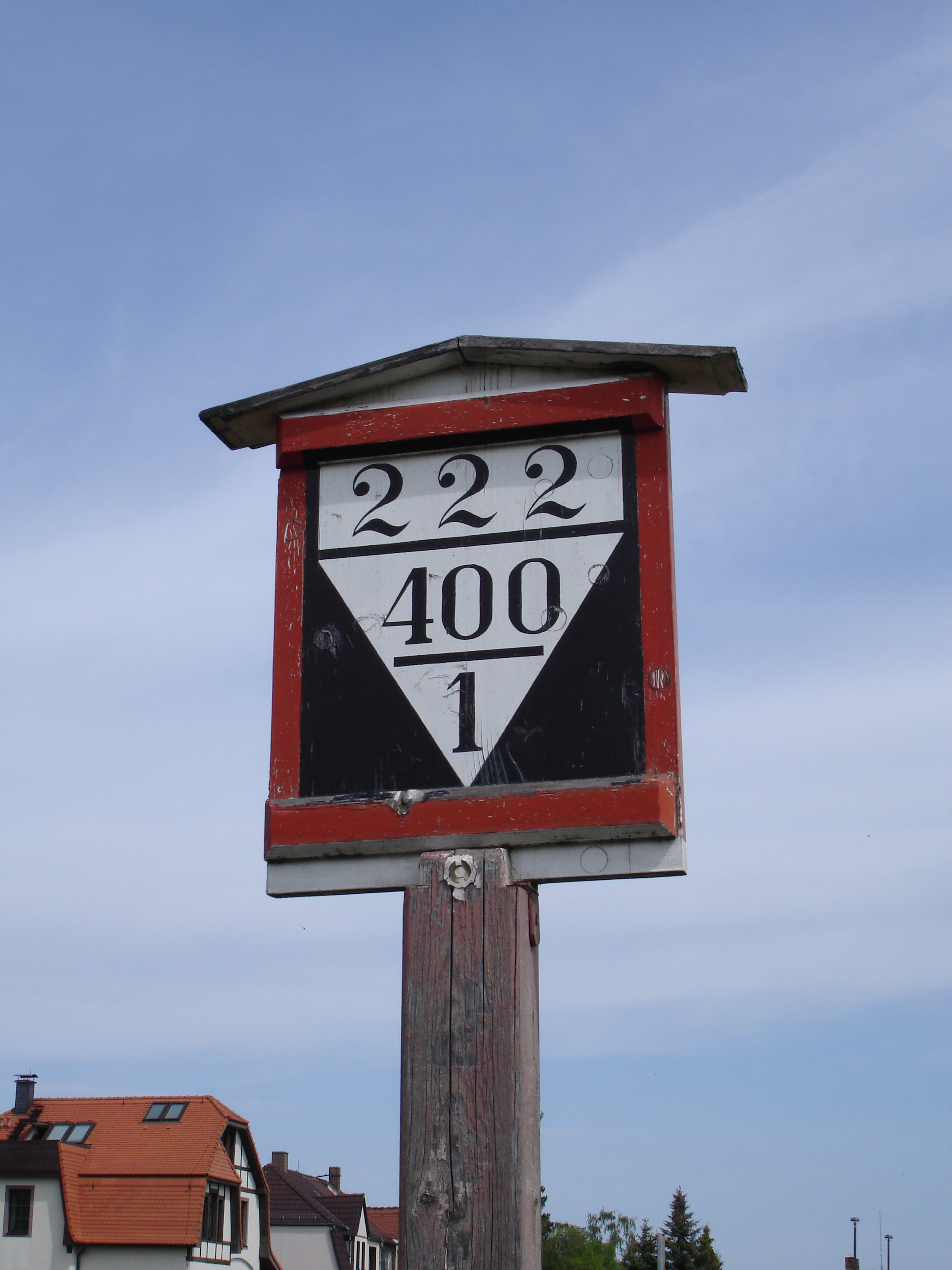
Sächsischer Neigungszeiger bei der Windbergbahn, der ein Gefälle von 2,5 ‰ ankündigt.

### Österreich
Bis zum 27. September 1986 verwendeten auch die Österreichischen Bundesbahnen (ÖBB) Neigungsanzeiger, wie sie heute noch in Tschechien verwendet werden:

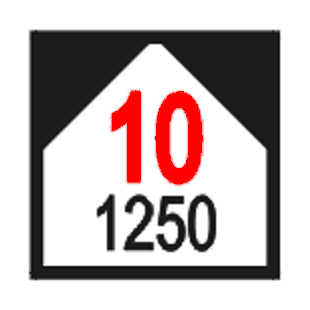
Steigungstafel
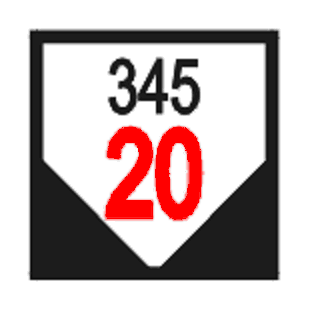
Gefällstafel
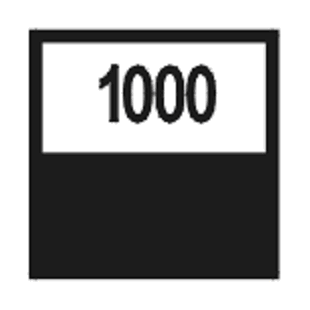
Beginn der Horizontalen
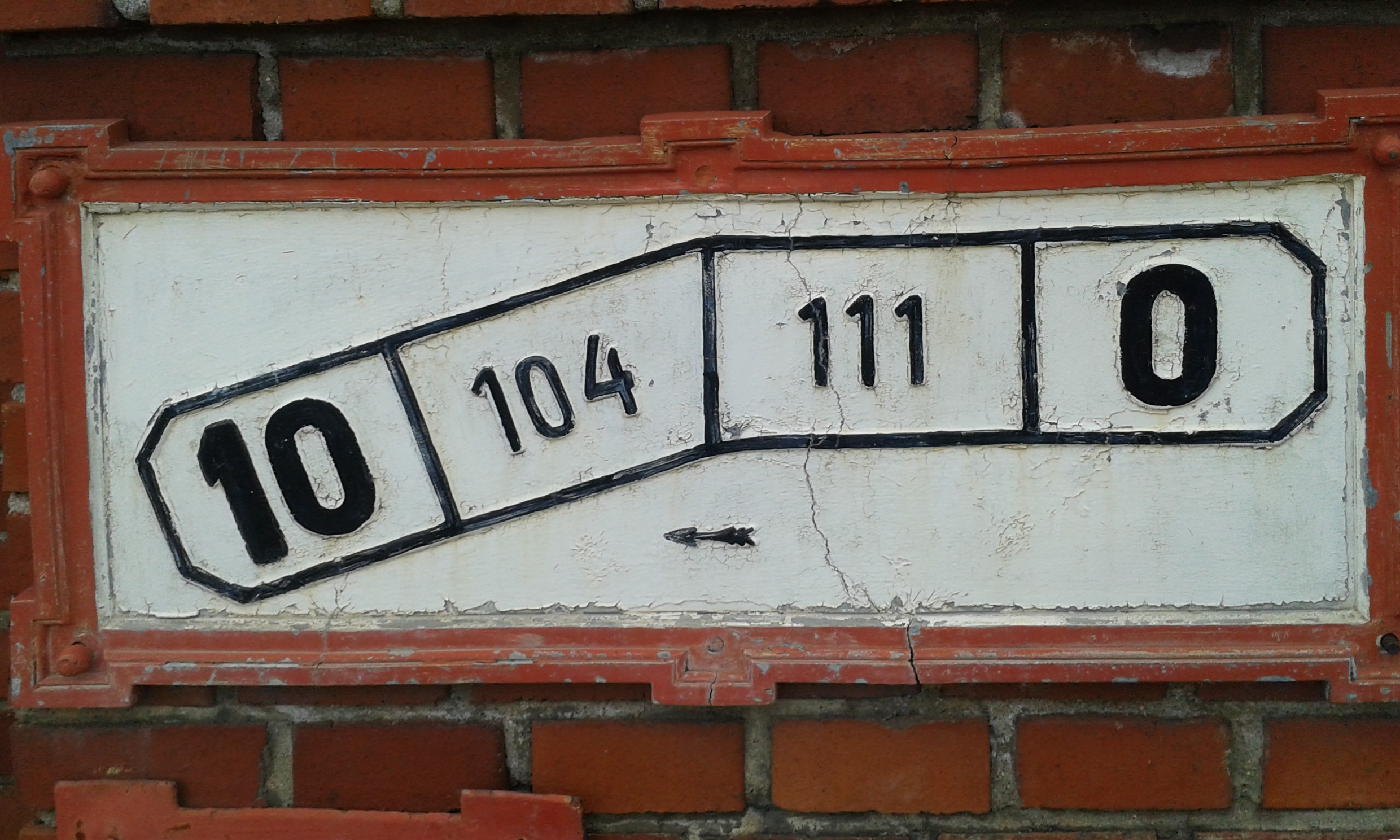
Neigungsanzeiger der Wiener Stadtbahn, erhalten auf der Strecke der heutigen U6.

## Neigungszeiger auf der Lokomotive
Weil Neigungszeiger entlang der Strecke mitunter schlecht erkennbar sind, wird schon früh über einen Neigungsanzeiger, der „auf der Maschine selbst angebracht ist“ berichtet. Eine „4–5 m lange waagrechte Röhre mit einem senkrechten Arm an jedem Ende“ und Schaugläsern funktionierte wie eine Schlauchwaage und versprach die Neigung der Strecke auf 1 % genau zu bestimmen. Bedingung ist das unbeschleunigte Fahren. Bei Dampflokomotiven muss entsprechend dem steigungsabhängigen Leistungsbedarf geheizt werden – und zwar möglichst vorausschauend, um bergauf nur wenig Tempo zu verlieren und andererseits keine Kohle zu verschwenden. Das Nachlegen von Kohle, Drosseln der Zuluft oder Anblasen durch Absaugen der Abgase per Dampfstrahl im sich konisch erweiternden Kamin oder Nachspeisen von Wasser regeln den Wärmehaushalt am Dampfkessel.